# Contre
Contre là một xã ở tỉnh Somme, vùng Hauts-de-France, Pháp.

## Địa lý
Thị trấn này tọa lạc trên đường D242, khoảng 20 dặm Anh về phía tây nam của Amiens.

## Dân số
| 1962                                                         | 1968 | 1975 | 1982 | 1990 | 1999 |
| ------------------------------------------------------------ | ---- | ---- | ---- | ---- | ---- |
| 87                                                           | 97   | 72   | 76   | 73   | 91   |
| Số liệu điều tra dân số từ năm 1962, dân số không tính trùng |      |      |      |      |      |